# 9. Szaturnusz-gála
A 9. Szaturnusz-gála az 1981-es év legjobb filmes és televíziós sci-fi, horror és fantasy alakításait értékelte. A díjátadót 1982. július 27-én tartották Kaliforniában.

## Győztesek és jelöltek
Forrás:

### Film
| Legjobb sci-fi film | Legjobb fantasyfilm |
| --- | --- |
| - Superman II. - Menekülés New Yorkból - Heartbeeps - Heavy Metal - Gyilkos bolygó | - Az elveszett frigyláda fosztogatói - Titánok harca - Sárkányölő - Excalibur - A róka és a kutya |
| Legjobb horrorfilm | Legjobb nemzetközi film |
| - Egy amerikai farkasember Londonban - Holtan és eltemetve - Szellemjárás - Halloween 2. - A farkas | - A tűz háborúja - A lány szelleme - Vágóhíd négy keréken - Időbanditák - Az erdei kápolna titka |
| Legjobb kis költségvetésű film | |
| - Fear No Evil - Alice, édes Alice! - Madman - Night Warning - The Unseen | |
| Legjobb férfi főszereplő | Legjobb női főszereplő |
| - Harrison Ford – Az elveszett frigyláda fosztogatói (Indiana Jones) - Donald Pleasence – Halloween 2. (Dr. Sam Loomis) - Sean Connery – Gyilkos bolygó (William T. O'Niel marsall) - Christopher Reeve – Superman II. (Clark Kent / Superman) - Albert Finney – A farkas (Dewey Wilson nyomozó) | - Karen Allen – Az elveszett frigyláda fosztogatói (Marion Ravenwood) - Jenny Agutter – Egy amerikai farkasember Londonban (Alex Price nővér) - Lily Tomlin – Csökke-nő (Pat Kramer / Judith Beasley) - Angela Lansbury – A kristálytükör meghasadt (Miss Marple) - Margot Kidder – Superman II. (Lois Lane) |
| Legjobb férfi mellékszereplő | Legjobb női mellékszereplő |
| - Burgess Meredith – Titánok harca (Ammon) - Ralph Richardson – Sárkányölő (Ulrich) - Nicol Williamson – Excalibur (Merlin) - Paul Freeman – Az elveszett frigyláda fosztogatói (Dr. René Belloq) - Craig Warnock – Időbanditák (Kevin)                                                          | - Frances Sternhagen – Gyilkos bolygó (Dr. Marian Lazarus) - Maggie Smith – Titánok harca (Thetis) - Helen Mirren – Excalibur (Morgana) - Viveca Lindfors – A kéz (Doktornő) - Kyle Richards – Az erdei kápolna titka (Ellie Curtis)                                                                         |
| Legjobb rendező | Legjobb forgatókönyv |
| - Steven Spielberg – Az elveszett frigyláda fosztogatói - John Carpenter – Menekülés New Yorkból - John Boorman – Excalibur - Terry Gilliam – Időbanditák - Michael Wadleigh – A farkas | - Lawrence Kasdan – Az elveszett frigyláda fosztogatói - John Landis – Egy amerikai farkasember Londonban - Peter Hyams – Gyilkos bolygó - Terry Gilliam, Michael Palin – Időbanditák - David Eyre, Michael Wadleigh – A farkas                                                                              |
| Legjobb filmzene | Legjobb jelmez |
| - John Williams – Az elveszett frigyláda fosztogatói - Laurence Rosenthal – Titánok harca - Colin Towns – A lány szelleme - Jerry Goldsmith – Gyilkos bolygó - Ken Thorne – Superman II. | - Bob Ringwood – Excalibur - Emma Porteous – Titánok harca - Anthony Mendleson – Sárkányölő - Stephen Loomis – Menekülés New Yorkból - Deborah Nadoolman – Az elveszett frigyláda fosztogatói |
| Legjobb smink | Legjobb különleges effektek |
| - Rick Baker – Egy amerikai farkasember Londonban - Stan Winston – Holtan és eltemetve - Ken Chase – Menekülés New Yorkból - Basil Newall, Anna Dryhurst – Excalibur - Stan Winston – Heartbeeps                                                                                                 | - Richard Edlund – Az elveszett frigyláda fosztogatói - Ray Harryhausen – Titánok harca - Brian Johnson, Dennis Muren – Sárkányölő - John Stears – Gyilkos bolygó - Jon Bunker – Időbanditák |

### Különdíj
- Golden Scroll of Merit - Bo Svenson – Night Warning
- A legkiemelkedőbb film -  Quest for Fire
- Életműdíj -  Ray Harryhausen
- The President's Memorial Award - Time Bandits
- Executive Achievement Award - Hans J. Salter
- Service Award - Gary "Zak" Sakharoff

## Fordítás
- Ez a szócikk részben vagy egészben  a(z)   9th Saturn Awards című angol Wikipédia-szócikk fordításán alapul.  Az eredeti cikk szerkesztőit annak laptörténete sorolja fel. Ez a jelzés csupán a megfogalmazás eredetét és a szerzői jogokat jelzi, nem szolgál a cikkben szereplő információk forrásmegjelöléseként.